# Kreisgericht Marggrabowa
Das Kreisgericht Marggrabowa war ein preußisches Kreisgericht in der damaligen Provinz Preußen mit Sitz in der Kreisstadt Marggrabowa.

## Geschichte
In Bezirk des Kreisgerichts Marggrabowa bestanden bis 1849 das königliche Land- und Stadtgericht Marggrabowa sowie viele Patrimonialgerichte.
1849 wurden in Preußen einheitlich Kreisgerichte geschaffen. Hierbei wurde die Patrimonialgerichtsbarkeit abgeschafft und die Patrimonialgerichte wurden aufgehoben. Auch die eingangs genannten Gerichte wurden aufgehoben und es entstand das Königliche Kreisgericht Marggrabowa. Es war für den Kreis Oletzko zuständig.
Schwurgerichtssachen wurden beim Kreisgericht Lyck verhandelt. Am Gericht waren 1870 ein Direktor und sechs Kreisrichter eingesetzt. 1870 betrug die Zahl der Gerichtseingesessenen 39.593.
Im Rahmen der Reichsjustizgesetze wurde das Gerichtswesen in Deutschland 1879 vereinheitlicht. Damit wurde das Kreisgericht Marggrabowa aufgehoben und das königlich preußische Amtsgericht Marggrabowa mit Wirkung zum 1. Oktober 1879 als eines von zehn Amtsgerichten im Bezirk des Landgerichtes Lyck als Nachfolger gebildet.